# Comitatul Pah-Ute, Arizona

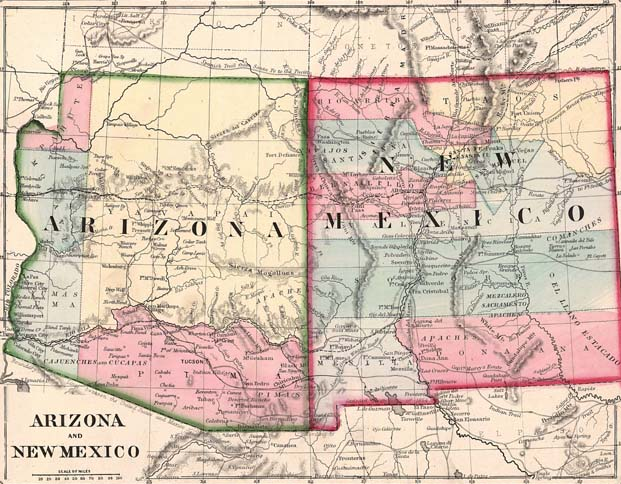
Hartă cadastrală din 1867 a teritoriilor Arizona și New Mexico, ilustrând ceea ce rămăsese din Comitatul Pah-Ute.

Comitatul Pah-Ute, conform originalului, Pah-Ute County, este un fost comitat al entității pre-statale a statului  Arizona,  Statele Unite ale Americii, Arizona Territory, creat la 22 decembrie 1865 prin divizarea Comitatului Mohave, care la vremea respectivă era ortografiat cu doi de "e", Mohavee.

## Istoric
Cea mai mare parte a diviziunii administrative Pah-Ute County se găsea în mica secțiune triunghiulară care astăzi este parte a statului  Nevada. Sediul comitatului era în Callville, care este astăzi o localitate dispărută, vatra sa fiind undeva sub apele lacului artificial Lake Mead. Numele propriu Pah-Ute a fost o ortografiere istorică a numelui tribului nativ-american care este cunoscut astăzi sub denumirea de Paiute.
Comitatul Pah-Ute a fost creat la 22 decembrie 1865 printr-un act al celei de-a doua legislaturi a statului Arizona, având susținerea reprezentativului statului Octavius Gass. A fost format din partea nordică a comitatului Mohave de atunci, fiind creat datorită unei necesități stringente, creșterea rapidă a populației de fermieri de-a lungul fluviului Colorado. Sediul inițial fusese decis la Callville, localitate care se odihnește astăzi la fundul lacului artificial Mead.
Scurt timp după aceea, la 5 mai 1866, toată partea comitatului Pah-Ute care fusese situată în partea vestică a Colorado River, și respectiv la vest de meridianul de 114 grade latitudine vestică, a devenit parte a noului stat Nevada, în ciuda protestelor locuitorilor teritoriului Arizona.  Porțiunea comitatului Pah-Ute, care rămăsese Arizonei era atât de slab populată încât nici o guvernare locală viabilă nu a putut fi creată.  Ca atare, la 18 februarie 1871, partea rămasă din comitat a fost reînglobată înapoi în Mohave County.
Ulterior, la 1 octombrie 1867, sediul comitatului a fost mutat la Saint Thomas, o comunitate mormonă, aflată astăzi de asemenea la fundul lacului Mead. Inițial, comitatul se întindea în partea nordică a Arizona Territory, aflată la nord de Roaring Rapids de pe fluviul Colorado și la vest de meridianul 113° 20” longitudine vestică.
Cea mai mare parte a comitatul de astăzi Comitatul Clark din Nevada, a fost cândva comitatul Pah-Ute al teritoriului Arizona, incluzând cel mai mare oraș al statului Nevada, faimosul Las Vegas.  Există multe surse care și în ziua de azi vorbesc despre Pah-Ute ca fiind "Comitatul pierdut al Arizonei", conform originalului "Arizona's Lost County".

## Demografie
Date: Wikidata - grafică realizată de Wikipedia